# Station Brwinów
Station Brwinów is een spoorwegstation in de Poolse plaats Brwinów.